# FIFA Street (videojuego de 2012)
FIFA Street (también conocido como FIFA Street 2012 o FIFA Street 4) es la cuarta entrega de la serie de videojuegos FIFA Street de EA Sports. Desarrollado por EA Canada por primera vez y publicado por Electronic Arts en todo el mundo bajo el sello EA Sports en marzo de 2012. Tras versiones anteriores, siendo hasta la fecha la última entrega, EA sacó un nuevo FIFA Street con motor similar al del FIFA 12, dejando atrás patadas brutales, regates mágicos y pases y remates infalibles.

## Novedades
- Posibilidad de jugar partidos con las reglas de fútbol sala.
- Motor del FIFA 12, dejando atrás antiguos pases y regates que nunca fallan.
- Nuevo estilo gráfico que deja atrás el aspecto de dibujos animados de entregas anteriores.
- Primera aparición de equipos y no solo selecciones.
- Inclusión de celebraciones en los goles.
- Hacer un tour mundial de fútbol con tu equipo creado.
- Nuevo modo en línea en el que controlas a tu equipo creado en el  tour mundial y juegas partidos  ya sea por copas o subir de categoría

## Modos de juego
- Fútbol 5: dos partes de tres minutos donde jugarán cuatro jugadores más el portero en los dos equipos. Se podrá hacer uso de paredes, vallas y demás opciones que nos dé el estadio.

- Fútbol sala: dos partes donde jugarán cuatro jugadores más el portero en los dos equipos. Tendrá las reglas básicas del fútbol sala, como fueras y faltas.

- Estilo libre: partido de cuatro jugadores y el portero donde lo que importan son los puntos por regates que consigas.

- Amo del caño: partido de dos contra dos donde se puntúa tres puntos por caño, dos por regate aéreo y uno por regate normal, estos subirán al marcador si previamente anotas.

- Rey de la pista: partido de cuatro jugadores contra cuatro en el que cuanto más goles marques, más jugadores se te quitan, y al final gana el que se queda sin ningún jugador.

- Partida personalizada: modo en el que tú decides cuantos jugadores habrá, el tamaño de las porterías, el estadio, el modo de juego, etc.

- Tour Mundial: modo en el que, con un jugador creado, podrás realizar retos en el mundo. Tu progreso lo podrás comparar con el resto de tus amigos.

## Equipos
Estos son los equipos de fútbol profesionales que tendrán lugar en el juego:
| - Premier League - Arsenal F.C. - Aston Villa F.C. - Blackburn Rovers F.C. - Bolton Wanderers F.C. - Chelsea F.C. - Everton F.C. - Fulham F.C. - Liverpool F.C. - Manchester City F.C. - Manchester United F.C. - Newcastle United - Norwich City F.C. - Queens Park Rangers F.C. - Tottenham Hotspur - Stoke City - Sunderland - Swansea City A.F.C. - West Bromwich Albion F.C. - Wigan Athletic F.C. - Wolverhampton F.C. - Ligue 1 - AC Ajaccio - AJ Auxerre - AS Nancy - Bordeaux CF - Dijon FCO - Évian Thonon Gaillard FC - FC Lorient - FC Sochaux - LOSC Lille - Olympique de Marsella - Montpellier HSC - OGC Nice - Olympique de Lyon - Paris Saint-Germain F.C. - A.S. Saint-Étienne - SM Caen - Stade Brestois - Stade Rennais F. C. - Toulouse F.C. - Valenciennes F.C. - Bundesliga - FC Augsburg - Bayer 04 Leverkusen - Bayern Munich - Borussia Dortmund - Borussia Mönchengladbach - SC Freiburg - Hamburger S.V. - Hannover 96 - Hertha BSC Berlín - 1899 Hoffenheim - 1. FC Kaiserslautern - 1. FC Köln - 1. FSV Maguncia 05 - 1. FC Nürnberg - Schalke 04 - VfB Stuttgart - Werder Bremen - VfL Wolfsburgo | - Serie A - Atalanta BC - Bologna FC - Cagliari Calcio - Catania Calcio - A.C. Cesena - Chievo Verona - ACF Fiorentina - Genoa CFC - F.C. Inter de Milán - Juventus FC - S.S. Lazio - U.S. Lecce - AC Milan - S. S. C. Napoli - Novara Calcio - U.S. Palermo - Parma FC - A.S. Roma - A.C. Siena - Udinese Calcio - Liga BBVA - Athletic Club - Atlético de Madrid - F. C. Barcelona - R. C. D. Espanyol - Getafe C. F. - Granada C. F. - Levante U. D. - Málaga C. F. - R. C. D. Mallorca - C. A. Osasuna - Racing de Santander - Rayo Vallecano - Real Betis - Real Madrid C. F. - Real Sociedad - Sevilla F. C. - Sporting de Gijón - Valencia C. F. - Villarreal C.F. - Real Zaragoza - MLS - Chicago Fire - Chivas USA - Colorado Rapids - Columbus Crew - D.C. United - F.C. Dallas - Houston Dynamo - LA Galaxy - New York Red Bulls - Philadelphia Union - Portland Timbers - Real Salt Lake - New England Revolution - Seattle Sounders F.C. - San Jose Earthquakes - Sporting Kansas City - Toronto FC - Vancouver Whitecaps |

### Equipos especiales
(desbloqueables en las etapas del Circuito Mundial 3 y 4)
| - Asia Stars - Africa Stars - Euro Stars - Norteamérica Stars - Sudamérica Stars - Classic Team | - Street Swirl - Street Ballers - Street Kings - Street Stars - Street Stylers - Street Wizards - Street Dragons - Adidas All Stars (solo si se reservaba el juego). |

## Selecciones nacionales
Estos son los equipos nacionales que tendrán lugar en el juego:
| - Alemania - Argentina - Australia - Austria - Brasil - Chile - Colombia - Corea del Sur - Costa de Marfil - España | - Estados Unidos - Francia - Inglaterra - Italia - México - Países Bajos - Portugal - Suecia - Suiza - Uruguay |

## Escenarios
| - Ámsterdam, Países Bajos - Barcelona, España - Berlín, Alemania - Buenos Aires, Argentina - Dubái, Emiratos Árabes Unidos - Dubrovnik, Croacia - Londres, Inglaterra - Madrid, España - Marsella, Francia | - Múnich, Alemania - Nueva York, Estados Unidos - París, Francia - Río de Janeiro, Brasil - San Petersburgo, Rusia - Shanghái, China - Tokio, Japón - Venecia, Italia |

## Demo
La demo del Fifa Street 4 salió el 28 de febrero de 2012 en Xbox Live y un día después en PlayStation Store. Permitía jugar (de forma individual o multijugador en la misma consola) con 4 equipos (dos de ellos ficticios) en un partido de fútbol 5 en Ámsterdam. 
Adicionalmente, permitía comenzar el modo Tour Mundial (si descargabas a tu equipo los personajes creados por tus amigos, desbloqueabas la opción "Desafío de Estilo Libre" en Shanghái) y permitía comparar estadísticas con tus amigos.

### Equipos disponibles
- Adidas All Stars (Messi más 12 jugadores destacados patrocinados por Adidas)
- AC Milan
- Manchester City F.C.
- Street Swirl

## Portada del juego
Aparece Lionel Messi en la portada del juego. Esto fue anunciado por EA en noviembre de 2011, lo cual hizo a Messi como el nuevo rostro de la franquicia FIFA tras un contrato multimillonario y haciendo un cierto bono a su Fundación Leo Messi, para así dejar de que fuese la imagen del Pro Evolution Soccer de Konami.

## Banda sonora
- Kano feat. Hot Chip - "All Together"
- KKS - "Carioca"
- Skåmslåkkar - "Maskinen"
- Denzal Park vs.  Wizard Sleeve - "I'm A Drum Machine (Step Up)"
- Camo + Krooked feat.  Skittles - "The Lesson"
- Mustard Pimp - "The Amazons"
- Celt Islam - "Dub Reflex"
- Felguk feat. Sirreal - "Move It Right"
- The Chain Gang of 1974 - "Undercover"
- The Chain Gang of 1974 - "Devil is a Lady"
- Wretch 32 feat. Example - "Unorthodox"
- Fugative feat. Mz Bratt & Wiley - "Go Hard"
- Hilltop Hoods - "Still Standing"
- Malachai - "Anne (Parker Remix)"
- Quantic and His Combo Bárbaro - "Un Canto a Mi Tierra (Cut Chemist Remix)"
- Fatboy Slim - "Ya Mama (Moguai Remix)"
- Vato Gonzalez - "Badman Riddim"
- Vato Gonzalez feat.  Foreign Beggars - "Badman Riddim (Jump)"
- Foreign Beggars feat. Lazer Sword - "What's Good"
- Spank Rock feat. Santigold - "Car Song"
- DJ Fudge feat.  Afrika Bambaattaa - "Jump Up (Extended Dub Mix)"
- The Big Pink - "Hit The Ground (Superman)"